# رابرت هاروارد
رابرت هاروارد (انگلیسی: Robert Harward؛) دریاسالار بازنشسته یگان ویژه نیروی دریایی ایالات متحده آمریکا و قائم مقام سابق ستاد فرماندهی مرکزی ایالات متحده آمریکا، در دوره فرماندهی ژنرال جیمز متیس است. او همچنین به عنوان قائم مقام فرمانده فرماندهی نیروهای مشترک ایالات متحده فعالیت کرده و سابقاً کارگروه مشترک بین سازمانی را فرماندهی می‌کرد.
پس از استعفای مایکل تی. فلین از پست مشاور امنیت ملی آمریکا، رئیس‌جمهور دونالد ترامپ تصدی این سمت را به هاروارد پیشنهاد داد که او این پیشنهاد را نپذیرفت.
وی همچنین برندهٔ جوایزی همچون نشان ستاره برنزی شده‌است.

## اوایل زندگی و تحصیلات
هاروارد در خانواده‌ای نظامی (نیروی دریایی) در نیوپورت، رود آیلند متولد شد. او در ایران بزرگ شد و در سال ۱۹۷۴ از مدرسه آمریکایی تهران مدرک دیپلم خود را دریافت کرد. او همچنین قادر به صحبت کردن به زبان فارسی است. پس از فارغ‌التحصیلی از مدرسه آمادگی آکادمی نیروی دریایی در نیوپورت ورودی آکادمی نیروی دریایی آمریکا را دریافت کرد و در ۱۹۷۹ فارغ‌التحصیل شد. او همچنین فارغ‌التحصیل کالج جنگی نیروی دریایی، و کالج کارکنان نیروهای مسلح است. او دارای مدرک فوق لیسانس روابط بین‌الملل و امور امنیتی استراتژیک است و در رند به عنوان عضو پیوسته اجرایی فعالیت کرده و همچنین فارغ‌التحصیل برنامه سیاست خارجی مؤسسه فناوری ماساچوست (MIT) است.

## فعالیت
هاروارد از تجربهٔ زیادی دربارهٔ ایران برخوردار است. یکی از دوستان او در کالج جنگی نیروی دریایی یک ایرانی به نام کاپیتان سعید احمدی بود که پس از انقلاب ایران به او دستور داده شد به ایران برگردد وگرنه تهدیداتی متوجه مادر او می‌شد. سی آی ای که در تلاش برای جذب جاسوس در ایران بود با احمدی تماس گرفت، و احمدی هم برای مشورت به هاروارد زنگ زد. هاروارد در جواب مضطربانه به او گفت در خصوص مسئله‌ای چنین حساس نباید با او در تلفن صحبت کند. احمدی هرگز به سیا نپیوست و در سال ۱۹۸۴ در حمله موشک‌های عراقی به تانکر نفتی که او کاپیتانش بود کشته شد. هاروارد از طریق عکسی که مایکل کوین خبرنگار استرالیایی در مجله نشنال جئوگرافیک منتشر کرد از سرنوشت دوست خود خبردار شد.
در سال ۲۰۰۳ هاروارد فرماندهی کارگروه مرکزی جنگ‌افزار ویژه نیروی دریایی را بر عهده داشت. هدف از عملیات اعمال آزادی ناوبری آمریکا و تجسس برای یافتن قایق‌های انتحاری احتمالی بود که نیروی دریایی نگران بود فاجعه‌ای همانند یو اس اس کول که چند سال پیشتر رخ داده بود را رقم بزنند. یکی از مأموریت‌های گروه انتقال چهار قایق کوچک شدیداً مسلح بود تا از شط العرب بگذرند و به بصره برسند. هاروارد نگران تحریک کردن ایران بود وتلاش زیادی می‌کرد از مواجهه جلوگیری کند. او قایق پیشرو یک افسر یگان ویژه نیروی دریایی مسلط به فارسی قرار داده بود و به گروه قایق‌ها دستور داده بود نیت صلح آمیز خود را به نمایش بگذارند.
هاروارد در مراسم بازنشستگی خود در سال ۲۰۱۳، با چتری منقش به نماد یگان ویژه نیروی دریایی از یک هواپیما پایین پرید و در ساحل کورونادو، کالیفرنیا که مراسم قرار بود برگزار شود فرود آمد.

## جوایز و افتخارات نظامی
- ستاد فرماندهی مرکزی ایالات متحده آمریکا نشانک شناسایی کارکنان